# Emiko Kōmaru
Emiko Kōmaru (jap. 香丸恵美子 Kōmaru Emiko; ur. 17 listopada 1946) – japońska lekkoatletka, skoczkini w dal.
Podczas igrzysk olimpijskich w Tokio (1964) z wynikiem 5,64 zajęła 25. miejsce w eliminacjach i nie awansowała do finału.
Srebrna medalistka igrzysk azjatyckich (1966).
Dwukrotna rekordzistka Japonii:
- 6,12 (7 lipca 1964, Kitakiusiu)[2]
- 6,17 (13 września 1964, Fukuoka)[2]

## Rekordy życiowe
- Skok w dal – 6,17 (1964)